# Henning Homann

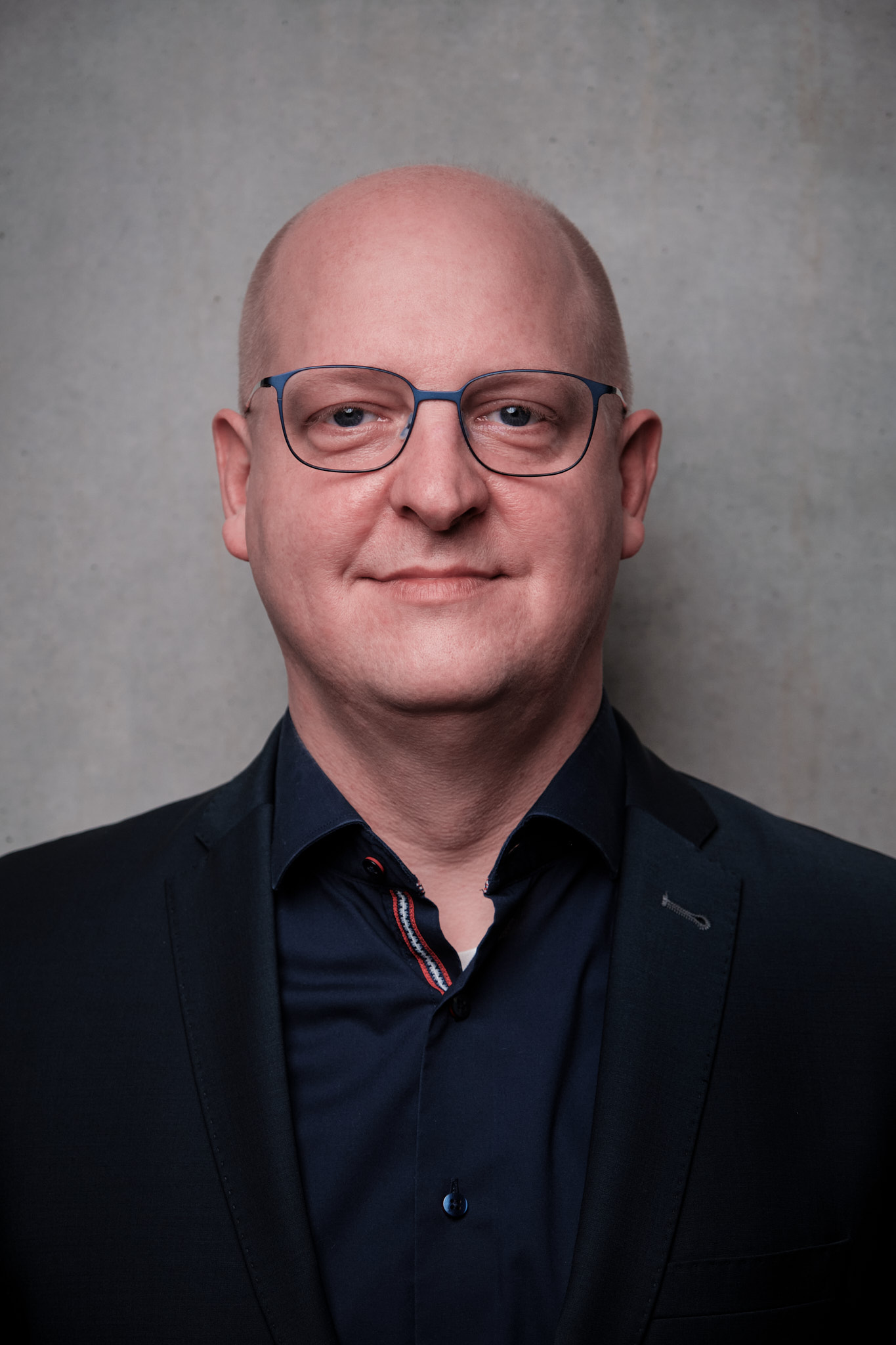
Henning Homann 2020

Henning Homann (* 8. Oktober 1979 in Düsseldorf) ist ein deutscher Politiker (SPD). Seit 2021 ist er zusammen mit Kathrin Michel Vorsitzender der SPD Sachsen, deren Generalsekretär er von 2018 bis 2021 war. Seit 2009 ist er Mitglied des Sächsischen Landtag und seit 2025 Vorsitzender der SPD-Landtagsfraktion.

## Leben, Beruf und Ehrenamt
Der gebürtige Düsseldorfer Homann kam 1992 mit seiner Familie nach Mittelsachsen. Er besuchte das Lessing-Gymnasium in Döbeln, wo er 1998 sein Abitur ablegte. Seinen Zivildienst leistete er im Seniorenpflegeheim „Berta Börner“ in Roßwein ab. 1999 nahm Homann ein Studium der Politikwissenschaften an der Universität Leipzig auf, unterbrach es jedoch bereits 2000, um sich an verschiedenen Projekten des Netzwerkes für Demokratie und Courage zu beteiligen. Berufsbegleitend studierte er ab 2004 an der Fernuniversität Hagen Politik- und Verwaltungswissenschaften, welches er erfolgreich abschloss. Von 2005 bis 2009 war er Büroleiter der SPD-Landtagsabgeordneten Liane Deicke. 
Seit 1996 ist Homann Mitglied der SPD und der Jusos. 2000 wurde er zum stellvertretenden Landesvorsitzenden der Jusos in Sachsen gewählt. Seit 2004 ist er Mitglied des Landesvorstandes der SPD Sachsen und seit 2008 Vorsitzender des SPD-Kreisverbandes im Landkreis Mittelsachsen. Am 27. Oktober 2018 wurde er vom Landesparteitag zum Generalsekretär der SPD Sachsen gewählt.
Beim Landesparteitag der SPD Sachsen am 9. Oktober 2021 wurde Homann mit 89,8 % der Delegiertenstimmen neben Kathrin Michel zum Parteivorsitzenden der Landespartei in Nachfolge von Martin Dulig gewählt. Dabei bilden Homann und Michel die erste Doppelspitze in der Geschichte der sächsischen SPD.
Er ist seit 2010 Stifter und Mitglied im Beirat der TeilSein Stiftung und stellvertretender Vorsitzender des Hauses der Demokratie e. V. in Döbeln.

## Politische Wahlämter
Bei den Kommunalwahlen in Sachsen 2004 wurde Homann erstmals als Kreisrat in den Döbelner Kreistag gewählt. Nach der sächsischen Kreisreform 2008 ging der Kreis Döbeln im neuen Kreis Mittelsachsen auf, wobei Homann auch in den neuen Kreistag als Kreisrat einzog. Zu den Kommunalwahlen in Sachsen 2014 schied er aus dem Kreistag aus und wurde zum Stadtrat der Stadt Döbeln gewählt.
Bei der Landtagswahl in Sachsen 2009 zog er erstmals über die Landesliste der SPD in den Sächsischen Landtag ein. Bei der Landtagswahl 2014 wurde er erneut in den Landtag und anschließend zum stellvertretenden SPD-Fraktionsvorsitzenden gewählt. Zudem wurde er zum Sprecher für Arbeitsmarktpolitik, Kinder- und Jugendpolitik sowie demokratische Kultur gewählt. Bei der Landtagswahl 2019 wurde er erneut in den Landtag gewählt. Innerhalb der SPD wurde er erneut stellvertretender Fraktionsvorsitzender und Sprecher für Arbeit und Verkehr, Kinder- und Jugendpolitik und wurde Mitglied im Ausschuss für Arbeit, Wirtschaft und Verkehr.
Zur Landtagswahl 2024 trat Homann im Wahlkreis Mittelsachsen 4 (Wahlkreis 20) sowie auf Listenplatz 2 der Landesliste der SPD Sachsen an. Er erzielte dabei einen Direktstimmenanteil von 6,4 Prozent, was den fünfthöchsten Direktstimmenanteil im Wahlkreis darstellte (nach AfD, CDU, BSW und Freien Wählern); der Listenstimmenanteil für die SPD im Wahlkreis beträgt 6,0 Prozent. Über die Landesliste zog Homann erneut in den Sächsischen Landtag ein.
Am 9. Januar 2025 wurde Homann als Nachfolger von Dirk Panter zum Fraktionsvorsitzenden der SPD-Fraktion im Sächsischen Landtag gewählt.